# Мураока Хірото
Мураока Хірото (яп. 村岡 博人, нар. 19 вересня 1931, Токіо — 13 березня 2017, Токіо) — японський футболіст, що грав на позиції воротаря.

## Клубна кар'єра
Грав за команду Kyodai Club.

## Виступи за збірну
Дебютував 1954 року в офіційних матчах у складі національної збірної Японії. У формі головної команди країни зіграв 2 матчі.

## Статистика
Статистика виступів у національній збірній.
| Збірна Японії | Збірна Японії | Збірна Японії |
| Роки          | Ігри          | голи          |
| ------------- | ------------- | ------------- |
| 1954          | 2             | 0             |
| Усього        | 2             | 0             |